# Felicitas Ntang
Pour l’article homonyme, voir Ntang.
Felicitas Ntang est une combattante de l'indépendance du Cameroun. Elle rejoint le maquis entre l'âge de 19 ans et l'âge de 24 ans,.

## Biographie

### Carrière
Elle a dirigé l'UPC dans sa localité à Babesssi où elle construit un bureau pour l'UPC qu'elle meuble de souvenirs de sa vie au maquis,.